# Суховільська сільська рада (Новоград-Волинський район)
Суховільська сільська рада (до 2010 року — Суховольська сільська рада) — колишня адміністративно-територіальна одиниця та орган місцевого самоврядування у Городницькому, Ярунському та Новоград-Волинському районах Волинської округи, Київської й Житомирської областей Української РСР та України з адміністративним центром у с. Суховоля.

## Населені пункти
Сільській раді були підпорядковані населені пункти:
- с. Суховоля
- с. Партизанське

## Населення
Кількість населення ради станом на 1923 рік становила 705 осіб, кількість дворів — 110.
Станом на 5 грудня 2001 року, відповідно до перепису населення України, кількість мешканців сільської ради становила 746 осіб.

## Склад ради
Рада складалася з 16 депутатів та голови.

## Історія
Створена 1923 року в складі сіл Суховоля та Сторожів Городницької волості Новоград-Волинського повіту Волинської губернії. 28 вересня 1925 року підпорядковано с. Кам'янка-Суховільська (згодом — Кіровка) Красилівської сільської ради Ярунського району. Станом на 15 червня 1926 року в підпорядкуванні значився хутір Кам'янський Тартак (згодом — Пікель). У 1939 році с. Сторожів передане до складу Рівненської області.
Станом на 1 вересня 1946 року Суховольська сільська рада входила до складу Ярунського району Житомирської області, на обліку в раді перебували с. Суховоля та хутори Байрацький, Берестянка, Кіровка, Підсочня і Суховольський.
5 березня 1959 року, відповідно до рішення Житомирського облвиконкому № 161 «Про ліквідацію та зміну адміністративно-територіального поділу окремих сільських рад області», сільську раду ліквідовано, територію та населені пункти передано до складу Повчинської сільської ради Новоград-Волинського району. Відновлена 4 березня 1993 року як Суховольська сільська рада, відповідно до рішення Житомирської обласної ради «Про внесення змін в адміністративно-територіальний устрій окремих районів», в складі сіл Партизанське та Суховоля Повчинської сільської ради Новоград-Волинського району. 18 березня 2010 року, відповідно до рішення Житомирської обласної ради, сільську раду перейменовано на Суховільську.
7 серпня 2017 року територію та населені пункти ради включено до складу новоутвореної Піщівської сільської територіальної громади Новоград-Волинського району Житомирської області.
Входила до складу Городницького (7.03.1923 р.), Ярунського (23.08.1925 р.) та Новоград-Волинського (4.06.1958 р., 4.03.1993 р.) районів.